# 埃奇伍德 (华盛顿州)
埃奇伍德（英文：Edgewood），是美国华盛顿州皮尔斯县下属的一座城市。根据 2000年美国人口普查，该市有人口9,089人。根据2010年美国人口普查，该市有人口9,387人。而2011年估计该市有9,499人。